# Cabo de Erris
El cabo de Erris (irlandés: Ceann Iorrais, en inglés: Erris Head) es un cabo en la punta más septentrional de la península de Mullet, ubicada en la baronía de Erris, en el noroeste del condado de Mayo, República de Irlanda. Es un hito bien conocido por los marineros y los meteorólogos. También es un mirador muy pintoresco, con una vista que conserva su belleza natural del océano Atlántico e inclinados acantilados rocosos. No se llega a él por ninguna carretera y sólo se puede alcanzar cruzando los campos.

## Zona especial de conservación
Erris Head es una Zona de Especial Conservación de la Unión Europea (ZEC). La ZEC de Erris Head abarca aproximadamente 15 km de acantilados más los hábitats que la rodean. La geología de la región está formada por rocas ácidas, como cuarcita, gneiss y esquistos y pizarras silúricos. Los acantilados marinos están muy expuestos y sometidos a una lluvia muy intensa. Tienen una altura moderada, alcanzando un máximo de alrededor de 90 metros en el noreste y están predominantemente orientados al norte. Una zona del mar, que se extiende 200 metros desde la base de los acantilados, forma parte del lugar. Esto se incluye principalmente para proporcional una protección adicional para las aves marinas que anidan allí. Un hábitat destacado en el lugar es el brezal alpino, que se encuentra tierra adentro desde lo alto del acantilado.